# Tako
Tako foi uma banda sérvia de rock progressivo fundada em 1974 na cidade de Belgrado.

## História
O Tako foi formado em 1974 por Dušan "Dule" Ćućuz (baixo e vocais), Ilijin Đorđe (teclados, harmônica, flauta, harpa e vocais), Bojic Sava (guitarra e vocais) e Milan "Mića Žorž" Lolić (bateria). Anteriormente, Dušan Ćućuz foi um membro da Džentlmeni e Plameni 6, um dos membros originais do Opus e na primeira metade dos anos 1970 trabalhou como engenheiro de som do YU grupa. Sava Bojić foi um dos membros originais do Pop Mašina e Đorđe Ilijin trabalhou como professor de música e muitas vezes apareceu como músico convidado em gravações de álbuns de outras bandas. Em 1975 gravaram a sua primeira demo tape, registrando as canções "Čujem svoje misli", "Daždevnjak", "Lena" e "Čudan grad", nos estúdios da Rádio Belgrado.
Em 1977 o guitarrista e vocalista Miroslav Dukić e o baterista Slobodan Felekatović substituíram Bojić e Lolić e a banda participou do show do Bijelo Dugme em Hajdučka česma. Em novembro de 1977, o Tako e a banda de rock progressivo acústico S Vremena Na Vreme organizaram um concerto em som quadrifônico no Centro da Juventude de Belgrado. A banda também fez uma aparição de sucesso no Boom Festival de Novi Sad de 1978. Depois que eles foram recusados como "não-comerciais" por várias grandes gravadoras, eles assinaram com a ZKP RTLJ após a sua apresentação no Festival da Juventude em Subotica. A banda lançou seu álbum de estreia auto-intitulado em 1978. O álbum incluiu canções de rock sinfônico com elementos de jazz. A canção "Lena" apresentava o membro do S Vremena Na Vreme, Asim Sarvan, nos vocais. A canção "Minijatura" foi um tributo à banda Jethro Tull. A banda promoveu o álbum com um concerto gratuito realizado em Kalemegdan. Após mais um concerto em som quadrifônico organizado com o S Vremena Na Vreme no Centro da Juventude de Belgrado, o Tako entrou em hiato em 1979, pois Ilijin desenvolveu artrite e Miroslav Dukic deixou a banda.
Um ano depois a banda retomou atividade. Seu segundo álbum, U vreći za spavanje, foi lançado em setembro de 1980. Cada canção do álbum foi produzida pelo seu respectivo compositor. A banda saiu em turnê, porém, devido à saída de Slobodan Felekatović, que deixou a banda devido a obrigações militares, e devido à grande popularidade das bandas de new wave, o Tako dissolveu-se. Eles fizeram seu show de despedida na Faculdade de Filosofia da Universidade de Belgrado no início de 1981.

## Pós-banda
Após a dissolução, Dukic tornou-se um músico de estúdio, enquanto que Ćućuz trabalhou como engenheiro de som. Ilijin se dedicou ao ensino da música e à arqueologia, mas ele também produziu álbuns de várias bandas. Em 1983 ele lançou o álbum solo Zabranjeno prisluškivanje (que tem uma sonoridade próxima à dos álbuns do Tako) em que ele cantou e tocou todos os instrumentos exceto bateria (que foi tocada por Vladimir "Furda" Furduj, um ex-integrante das bandas Elipse, Siluete e Korni Grupa).
Em 1993, a Kalemegdan Disk reeditou os dois álbuns do Tako em vinil. Ambos os álbuns apresentavam novas e luxuosas capas desenhadas por Moma Rajin. A reedição do álbum Tako contava com "Put na jug" como faixa bônus, e a reedição do álbum U vreći za spavanje contava com "Izgubljeno ništa" e "Horde mira" como faixas bônus. Todas essas canções foram gravadas durante o período de 1975-1981, mas permaneceram inéditas. Em 1996, a gravadora brasileira Rock Symphony relançou ambos os álbuns em CD.

## Músicos
- Dušan Ćućuz: baixo, vocais (1974—1981)
- Đorđe Ilijin: teclados, harmônica, flauta, harpa, vocais (1974—1981)
- Sava Bojić: guitarra, vocais (1974—1977)
- Milan Lolić: bateria (1974—1977)
- Miroslav Dukić: guitarra, vocais (1977—1981)
- Slobodan Felekatović: bateria (1977—1981)

## Discografia
- Tako (1978)
- U vreći za spavanje (1980)

## Fonte
- EX YU ROCK enciklopedija 1960-2006, Janjatović Petar; ISBN 978-86-905317-1-4